# Vöckönd
Vöckönd is een plaats (község) en gemeente in het Hongaarse comitaat Zala. Vöckönd telt 97 inwoners (2001).